# Osiągalność
Osiągalność – termin używany w teorii sterowania.
Stan {\displaystyle x_{k}\in R^{n}} liniowego, dyskretnego układu regulacji nazywamy osiągalnym w {\displaystyle q} krokach, jeżeli istnieje ciąg wymuszeń {\displaystyle \{u_{0},u_{1},\dots ,u_{q-1}\},} który przeprowadza ten układ z zerowego stanu początkowego {\displaystyle x_{0}} do zadanego stanu końcowego {\displaystyle x_{k}.} Czyli dla {\displaystyle x_{0}=0,} {\displaystyle x_{q}=x_{k}.}
Liniowy, dyskretny układ regulacji nazywamy osiągalnym, jeżeli dla dowolnego stanu końcowego {\displaystyle x_{k}\in R^{n}} istnieje liczba naturalna {\displaystyle q} oraz ciąg wymuszeń {\displaystyle \{u_{0},u_{1},\dots ,u_{q-1}\},} który przeprowadza układ ten z zerowego stanu początkowego {\displaystyle x_{0}} do zadanego stanu końcowego {\displaystyle x_{k}.} Czyli dla {\displaystyle x_{0}=0,} {\displaystyle x_{q}=x_{k}.}